# Päpstliche Akademie des hl. Thomas von Aquin

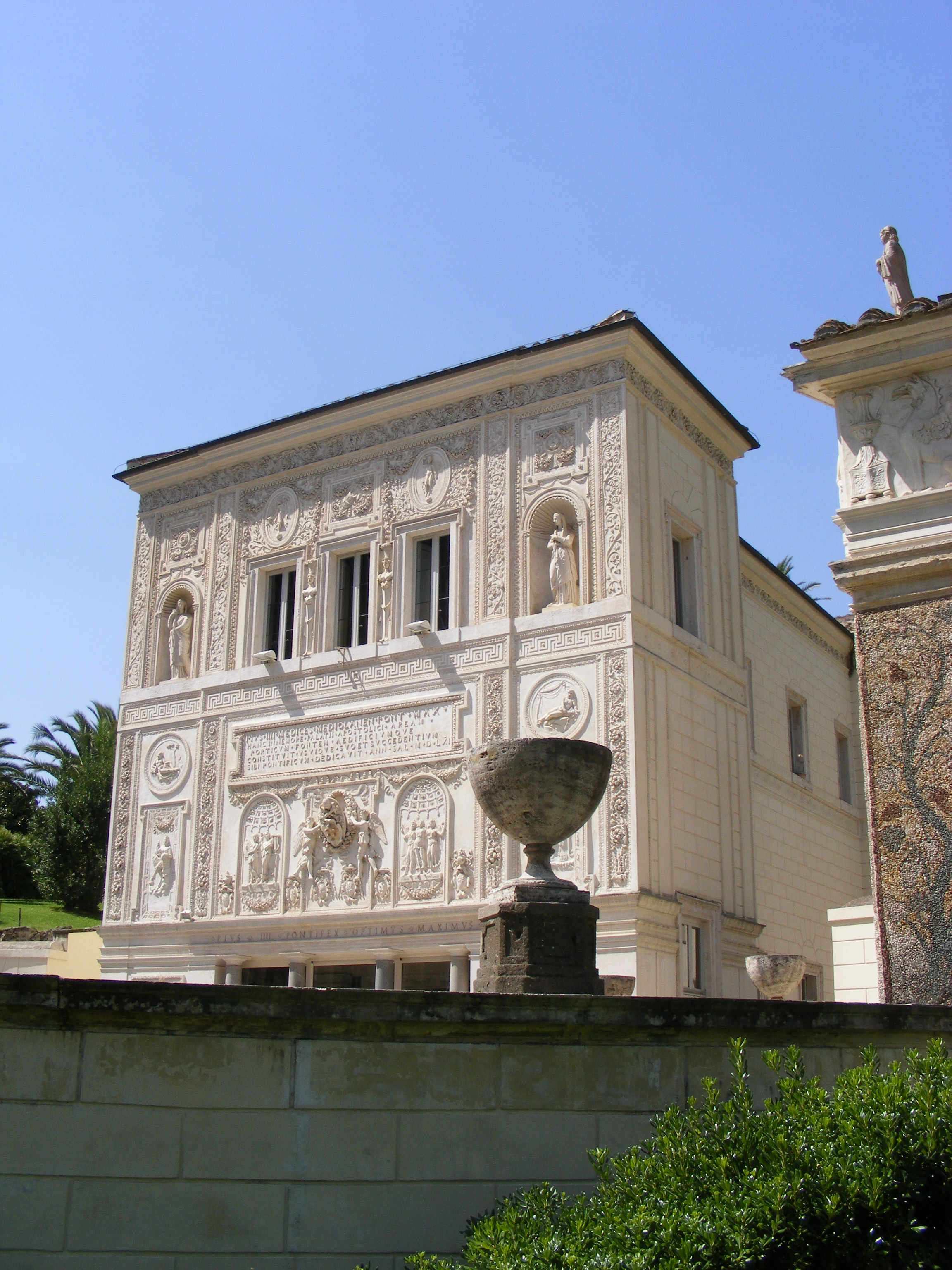
Päpstliche Akademie Thomas von Aquin (Sitz im Casino di Pio IV)

Die Päpstliche Akademie des hl. Thomas von Aquin (ital. Pontificia Accademia di San Tommaso d'Aquino; Abkürzung PAST) ist eine Päpstliche Akademie mit Sitz in der Vatikanstadt.

## Geschichte
Gegründet wurde die Akademie am 15. Oktober 1879 durch Papst Leo XIII., der die Statuten der Akademie mit dem Breve vom 9. Mai 1895 bestätigte. Papst Pius X. bestätigte in einem Apostolischen Schreiben vom 23. Januar 1904 die Akademie, ebenso Papst Benedikt XV. am 31. Dezember 1914. 1999 wurde die Akademie mit dem Apostolischen Schreiben Inter munera Academiarum durch Papst Johannes Paul II. neu geordnet.

## Aufgabe
Die Akademie widmet sich der Lehre und Forschung der Philosophie und Theologie des Thomas von Aquin (Thomismus) mit folgendem Fokus:
- Durchführung von Forschungs-, Aufklärungs- und Veröffentlichungsvorhaben der Lehre des heiligen Thomas von Aquin
- Herausstellung von Thomas von Aquin als Vorbild der Christlichen Lehre und als Gelehrten
- Verknüpfung der ganzheitlichen Lehre des heiligen Thomas von Aquin in Übereinstimmung mit der christlichen Tradition und der Lehrmeinung der Kirche, insbesondere unter Berücksichtigung der Enzykliken Aeterni Patris und Fides et ratio.
- Ableitung des Meyteriums der Gesundheit und deren Analogien auf Basis des Glaubens nach den Vorstellungen von Thomas von Aquin (Doktor Communis)
- Förderung der Interaktion zwischen Glaube und Vernunft und die Umsetzung in einem Dialog zwischen den Wissenschaften, Philosophie und Theologie
- Kooperation mit den anderen Akademien in einem freundlichen Geist der Förderung der christlichen Philosophie und Theologie
- Erkennen der Exzellenz der thomistischen Philosophie und Theologie
- Impulsgeber für die internationale Interaktion zwischen Wissenschaftlern des Thomismus und ihrer Arbeit
- Impulsgeber für die Rolle der thomistischen Gedanken in der Gesellschaft
- Förderung der Bildung in Thomistischen Studien und Sicherung des Verständnisses der Ideen von Thomas von Aquin in der Öffentlichkeit
- Förderung von Forschung in die Lehre und das Denken des Thomas von Aquin

Die Akademie veranstaltet internationale Thomistenkongresse.

## Leitung und Organisation
Der erste Präsident der Akademie war Kardinal Giuseppe Pecci (1879–1890). Seit November 2014 ist der französische Dominikaner Serge-Thomas Bonino OP Präsident der Akademie. Seine Vorgänger waren der Philosophiehistoriker Abelardo Lobato Casado OP (1925–2012), der die Akademie seit der Reform durch Papst Johannes Paul II. im Jahr 1999 leitete, und der Moraltheologe Edward Kaczyński OP (1937–2016), der die Leitung von 2005 bis 2009 innehatte, beide Dominikaner, sowie Lluís Clavell Ortiz-Repiso (* 1941), ein ranghoher Opus-Dei-Funktionär, der 2009 von Papst Benedikt XVI. ernannt wurde. Die Anzahl der Mitglieder ist begrenzt; Mitglieder über dem 80. Lebensjahr sind socii emeriti. In jährlichem Turnus wird das von Antonio Piolanti begründete wissenschaftliche Magazin Doctor Communis herausgegeben. Sitz der Akademie ist das Casino di Pio IV im Vatikan.

## Mitglieder

### Ordentliche Mitglieder
- Enrico Berti
- Mauricio Beuchot Puente
- Serge-Thomas Bonino OP
- Stephen L. Brock
- Jean-Louis Bruguès OP
- Rocco Buttiglione
- Rafael T. Caldera
- Angelo Campodonico
- Romanus Cessario OP
- Lluís Clavell
- Andrea Dalledonne
- Augustine Di Noia OP
- Maria C. Donadío Maggi de Gandolfi
- Kevin L. Flannery SJ
- Yves Floucat
- Eudaldo Forment
- Umberto Galeazzi
- Luz García Alonso
- Wojciech Giertych OP
- John P. Hittinger
- Russell Hittinger
- Reinhard Hütter
- Ruedi Imbach
- José Izquierdo Labeaga LC
- Terence Kennedy CSsR
- Antonio Livi
- Alejandro Llano
- Mauro Mantovani SDB
- Costante Marabelli
- Enrique Martínez García
- Tomás Melendo Granados
- Julio Raúl Méndez
- Fernando Moreno
- Charles Morerod OP
- John O’Callaghan
- Michal Pakaluk
- Mario Pangallo
- Günther Pöltner
- Pasquale Porro
- Vittorio Possenti
- Luis Romera
- Marcelo Sánchez Sorondo
- Juan J. Sanguineti
- Horst Seidl
- Carlos Steel
- Giuseppe Tanzella-Nitti
- Luca Tuninetti
- Aldo Vendemiati
- Michael Waldstein
- Thomas J. White OP
- Georg Wieland
- Robert Wielockx

### Emeritierte Mitglieder
- Edmond Barbotin
- Domingo F. Basso OP
- Tito Centi OP
- Lawrence Dewan OP
- Jude P. Dougherty
- Benoît Duroux
- Leo Elders SVD
- Brunero Gherardini
- Bernard Ryosuke Inagaki
- Edward Kaczynski OP
- Abelardo Lobato Casado
- Gabriel Ly Chen Ying
- Giovanni Battista Mondin SX
- Giuseppe Perini CM
- Reginaldo Maria Pizzorni OP
- Gustavo Eloy Ponferrada
- Mario E. Sacchi
- Zofia Zdybicka
- Albert Zimmermann

### Mitgliederad honorem
- Benedikt XVI.
- Giovanni Angelo Becciu
- Tarcisio Bertone SDB
- Carlo Caffarra
- Georges Cottier OP
- Stanisław Dziwisz
- William Levada
- Paul Poupard
- Giovanni Battista Re
- Camillo Ruini
- Leonardo Sandri
- José Saraiva Martins CMF
- Christoph Schönborn OP
- Angelo Scola
- Angelo Sodano
- Dionigi Tettamanzi
- Héctor Rubén Aguer
- Javier Echevarría Opus Dei
- Fernando Filoni
- Luigi Salerno OP

### Korrespondierende Mitglieder
- Rodrigo Fernando Ahumada Duran
- Enrique Alarcón
- Helen Alford OP
- Ignacio Andereggen
- Lila B. Archideo
- Juan Carlos Ballesteros
- Albert Bagood OP
- Giuseppe Barzaghi OP
- Gianfranco Basti
- Alexander Baumgarten
- Guy Bedouelle OP
- Paul Richard Blum
- Adriana Caparello
- Danilo Castellano
- Danilo Chardonnens
- Michael J. K. Chen
- Enrique Colom Costa
- Lorella Congiunti
- Francesco Compagnoni OP
- Alain Contat
- Vicente Cudeiro González OP
- Cristina D’Ancona Costa
- Marco D'Avenia
- Alain de Libera
- Pia Francesca De Solenni
- Mauricio Echeverria
- Emery Gilles OP
- Alberto Escallada OP
- José Juan Escandell Cucarella
- Aníbal Fosbery OP
- Elio Gallego
- Juan José Gallego OP
- Jose Á. Cuadrado-Garcia
- Pasquale Giustiniani
- Ana Marta González
- Cruz González Ayesta
- Ignacio A. Guiu
- Tadeusz Guz
- John Haldane
- Ronald Hissette
- John P. Hittinger
- John F. X. Knasas
- Nicholas Lombardo OP
- Steven A. Long
- Maria L. Lukac de Stier
- Michele Malatesta
- Andrzej Maryniarczyk SDB
- Guido Mazzotta
- Livio Melina
- Rodolfo J. Mendoza Martín
- Jarosław Merecki SDS
- Cyrille Michon
- Emanuele Morandi
- Gerhard Ludwig Müller
- Manuel Ocampo
- Michal Paluch OP
- Rafael Pascual LC
- Alfonso Pérez de Laborda
- Antoni Prevosti Monclús
- Martin Rhonheimer Opus Dei
- Margherita M. Rossi
- Alejandro Saavedra SDB
- Modesto Santos Camacho
- Michel Schooyans
- Raphaela M. T. Schmid
- Rudi A. te Velde
- Francisca Tomar Romero
- Giovanni Turco
- Jose Delgado Vega
- Giovanni Ventimiglia
- Alfred Wilder OP
- Thomas D. Williams LC

### Verstorbene Mitglieder
- Jan Aertsen
- Mariano Artigas
- Domingo Basso OP
- Salvino Biolo SJ
- Francisco Canals Vidal
- Tito Centi OP
- Bertrand de Margerie SJ
- Lawrence Dewan OP
- Edda Ducci
- Riccardo A. Ferrara
- Zenon Grocholewski
- Luigi Iammarrone OFM
- Marian Jaworski
- Edward Kaczyński OP
- Albert Krąpiec OP
- Abelardo Lobato OP
- Ralph M. McInerny
- Battista Mondin SX
- Quintín Turiel García OP